# Orlishausen
Orlishausen ist ein Ortsteil der Stadt Sömmerda im thüringischen Landkreis Sömmerda. Der Ort hat eine Fläche von 1055 ha und mit Stand Dezember 2023 rund 660 Einwohner.

## Geografie
Orlishausen liegt östlich der Kernstadt Sömmerda und wird von der Scherkonde durchflossen. Diese kommt aus Richtung Vogelsberg und ist vor Orlishausen zur südöstlich liegenden Talsperre Frohndorf aufgestaut.

## Nachbarorte
Direkt benachbart Frohndorf im Norden, Vogelsberg im Südosten, Sprötau im Süden, Rohrborn und Kernstadt Sömmerda im Westen.

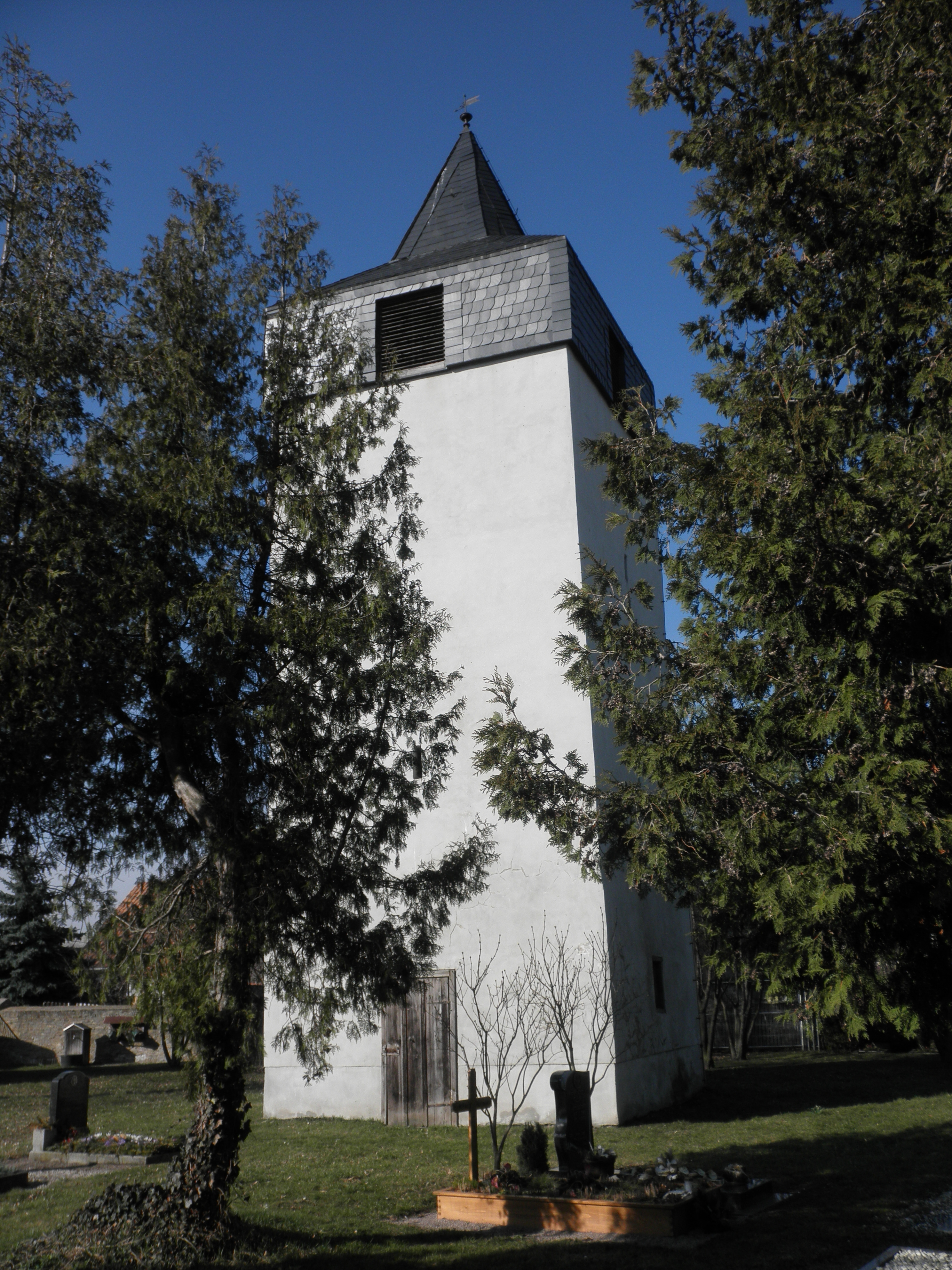
Turm der 1971 abgebrannten Kirche St. Peter und Paul

## Geschichte

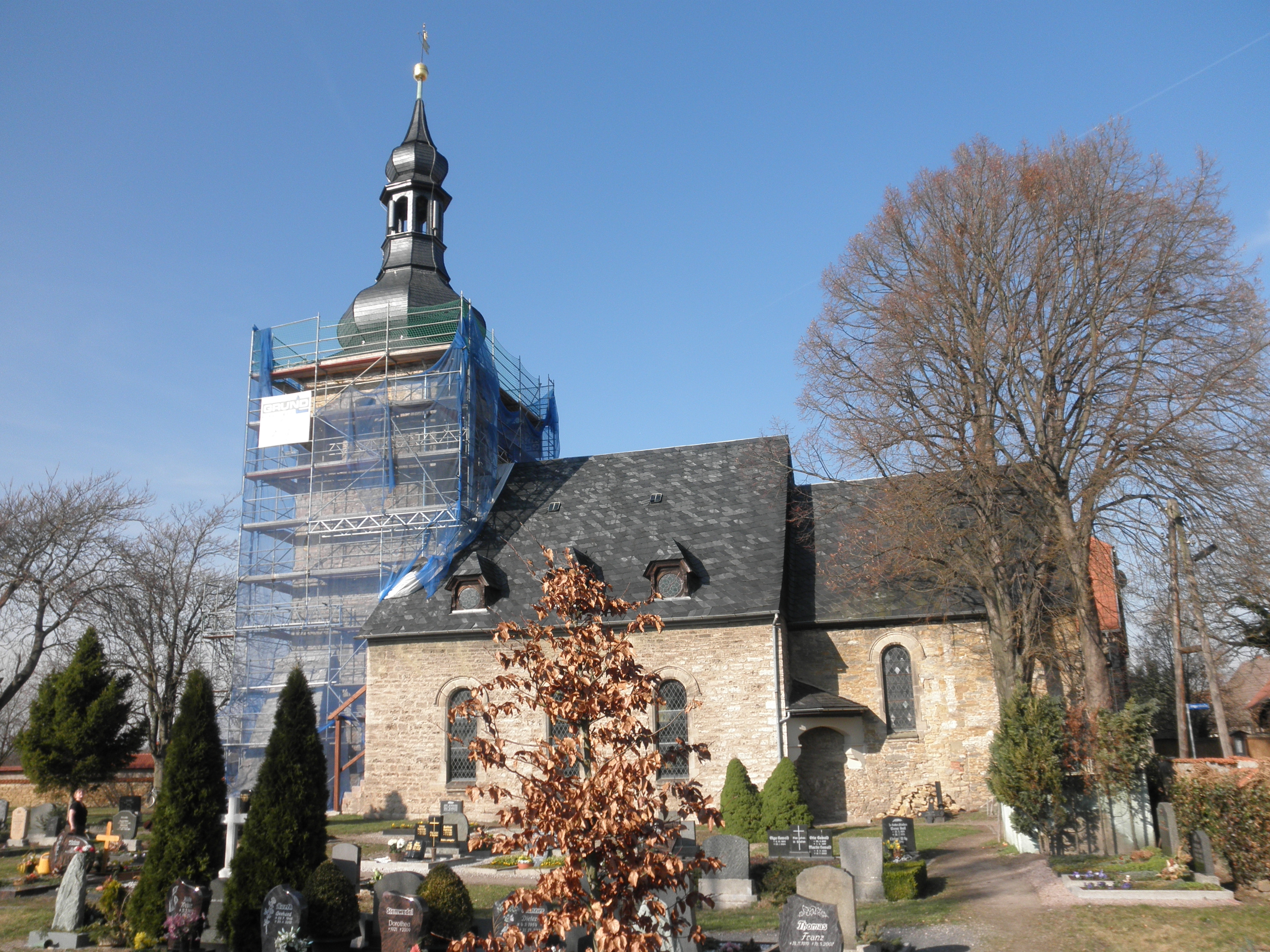
Dorfkirche (2011)

Die urkundliche Ersterwähnung von Orlishausen ist von 780–802 nachgewiesen.
Die Erhebung „Otterzunge“, die in das Scherkondetal reicht, war wahrscheinlich eine frühbronzezeitliche Höhensiedlung, denn man fand eine Steinplatte und eine Urne mit einem Bronzefund.
Die Orte Groß- und Wenigenorlishausen gehörten zu dem Teil der Grafschaft Beichlingen, der 1448 als Herrschaft Frohndorf an die Grafen Botho zu Stolberg und Heinrich von Schwarzburg kam und 1505 an Hans von Werthern verkauft wurde. In der Folgezeit gehörte Orlishausen zum kursächsischen Amt Eckartsberga. 1815 kam das Dorf mit weiteren südlichen Orten des Amts Eckartsberga nach Entscheidung des Wiener Kongresses nicht zu Preußen, sondern zum Großherzogtum Sachsen-Weimar-Eisenach. Dieses gliederte den Ort 1817 dem Amt Buttstädt an. Nach der Verwaltungsreform des Großherzogtums kam der Ort im Jahr 1850 als einziger Ort des aufgelösten Amts Buttstätt juristisch zum Amtsgerichtsbezirk Großrudestedt und verwaltungsmäßig zum Verwaltungsbezirk Weimar. Seit 1920 gehört Orlishausen zum Land Thüringen.
Während des Zweiten Weltkriegs mussten 50 Zwangsarbeiter aus der Sowjetunion und Frankreich im Dorf Zwangsarbeit leisten.
1992 entstand am Südrand von Orlishausen ein 17,2 Hektar großes Gewerbegebiet „Gebind“. Orlishausen wurde 1994 zur Kreisstadt Sömmerda eingemeindet.

## Politik
Die derzeitige Ortsteilbürgermeisterin ist Heike Streckhardt.

## Sehenswürdigkeiten
- Heilandskirche mit Friedhof: im Westteil des Ortes
- Turm der 1971 abgebrannten Kirche St. Peter und Paul und Friedhof: im Ostteil des Ortes
- Kriegerdenkmal. Es wurde 1923 aus Clingener Tuffsteinen errichtet und wegen Baufälligkeit 1992 durch ein neues, in Form und Text verändertes Denkmal ersetzt: „Die Toten mahnen. Zum Gedenken an die Opfer beider Weltkriege und der stalinistischen Gewaltherrschaft“.

Siehe auch Liste der Kulturdenkmale in Orlishausen

## Persönlichkeiten
- Karl-Hermann Kästner (* 1946), Rechtswissenschaftler und Hochschullehrer
- Oswald Kanzler (1883–1944), Kommunalpolitiker und Parteifunktionär der SPD
- Johann Peschel (1535–1599), Pfarrer